# 시킴쥐
시킴쥐(Rattus andamanensis)는 시궁쥐속에 속하는 설치류의 일종이다. 부탄과 캄보디아, 중국, 인도, 라오스, 미얀마, 네팔, 태국, 베트남에서 발견된다. 등 쪽은 갈색을 띠고, 배 쪽은 희다.